# Mort aux vaches !
Ne doit pas être confondu avec Guerre de la Vache ou Mort aux cons.

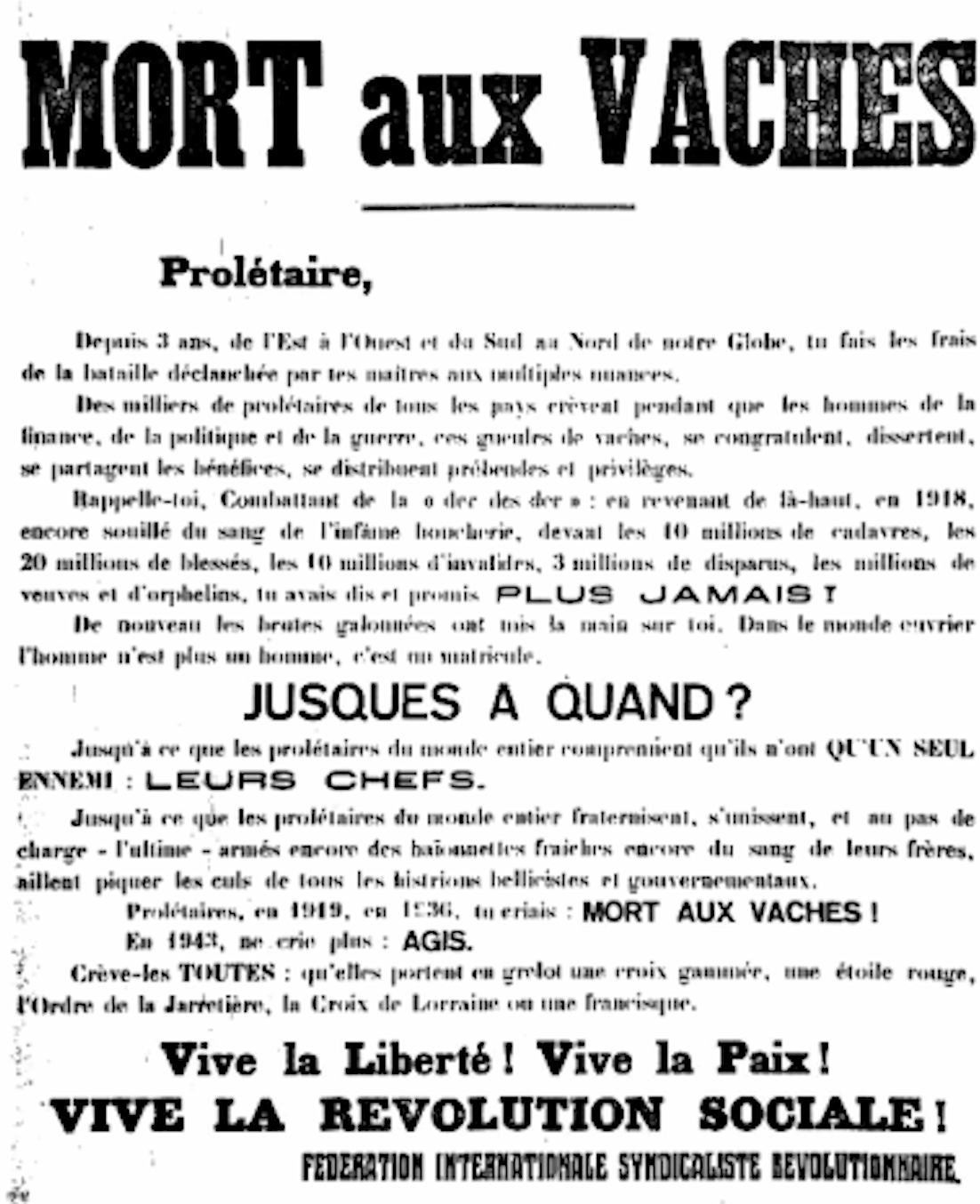
Affiche anarchiste de 1943, en pleine guerre, visant l'occupant nazi.

« Mort aux vaches ! » est un slogan anarchiste et antimilitariste remontant au XIXe siècle et critiquant les forces de l’ordre, plus précisément la gendarmerie. Son importance historique lui vaut d’être repris dans de nombreuses manifestations, pamphlets, chansons, meetings, jusqu’à nos jours.

## Origines
Les origines de cette expression ne sont pas clairement établies.
Lors du siège de Paris en 1590, les étendards d'Henri IV arborent des vaches. Les Parisiens, dit-on, inventent l’insulte à cette occasion.
Au XIXe siècle, dans l’argot des brigands et voyous, la vache symbolise les gendarmes, peut-être parce que l’animal donne des coups de sabot.
Lors de la guerre franco-allemande de 1870, les guérites allemandes portent à leur fronton le mot Wache, c’est-à-dire « garde » ou sentinelle. Les Français, civils frontaliers ou soldats, reprennent le mot avec un V et un sens péjoratif.
L’usage du slogan se développe avec l’hostilité aux Allemands pendant la Première Guerre mondiale et finit par englober tout ennemi social, au propre ou au figuré, notamment les forces de l’ordre.

## Analyse
L'expression « Mort aux vaches » est une phrase qui peut avoir différentes significations selon le contexte dans lequel elle est utilisée. À l'origine, cette expression est associée à des mouvements anarchistes ou révolutionnaires en France, où elle est employée pour exprimer un rejet de l'autorité policière ou de l'État.
Elle est souvent interprétée comme une déclaration de hostilité envers les forces de l'ordre, et peut être utilisée comme un cri de ralliement ou un slogan lors de manifestations ou de protestations.
« Mort aux vaches » est une façon de rejeter l'autorité policière et de déclarer une opposition radicale à l'État. Le choix du mot « vaches » pour désigner les policiers est souvent interprété comme une critique ou une dévalorisation des forces de l'ordre. Cela est dû à plusieurs raisons :
- Une perception négative de la police : Dans certains milieux politiques ou sociaux, notamment dans les mouvements anarchistes ou révolutionnaires, la police était perçue comme un symbole de l'autorité oppressante ou du pouvoir en place. Utiliser un terme apparemment banal comme « vaches » pour désigner la police peut être une façon de la déprécier ou de la ridiculiser.
- Une connotation de soumission : Les vaches sont souvent associées à des animaux dociles ou passifs. En utilisant ce terme pour désigner la police, les personnes qui emploient cette expression pourraient vouloir exprimer une critique de ce qu'ils perçoivent comme une soumission aveugle à l'autorité.
- Un évitement de la censure : Dans certains contextes politiques ou sociaux où la critique ouverte de la police était réprimée, l'utilisation d'un terme apparemment inoffensif comme « vaches » pour la désigner pouvait être une façon de contourner la censure ou de communiquer de manière cryptée.

Cependant, ce slogan ne doit pas être pris au pied de la lettre, pour deux raisons :
- il n’est pas un appel au meurtre, mais une critique sociale au sens large.
- il ne vise pas la vache en tant que ruminant, les anarchistes ayant d’ailleurs parfois défendu le végétarisme, comme Élisée Reclus. Pourtant la confusion est possible, en raison d’autres expressions argotiques comme « Ah la vache ! », « Peau de vache », « Faire une vacherie », etc.

## Dans la culture populaire
Depuis le XIXe siècle, l’expression est attestée dans de nombreux livres, brochures et chansons.
Des chanteurs de tendance anarchiste ont repris le slogan :
- Dranem (1869-1935) dans Mort aux vaches[5]

- Aristide Bruant, dans Cayenne, chantée dans le bagne du même nom :

« Mort aux vaches ! Mort aux condés ! Vive les enfants d'Cayenne ! À bas ceux de la sûreté ! »

- Brassens, dans Hécatombe, 1953 :

« Frénétique, l’une d’elle attache
Le vieux maréchal-des-logis. Et lui fait crier : « Mort aux vaches,
Mort aux lois, vive l’anarchie ! » »

et dans l'Épave, 1966 :
« Et depuis ce jour-là, moi, le fier, le bravache,

 Moi, dont le cri de guerr' fut toujours « Mort aux vaches ! »

 Plus une seule fois je n'ai pu le brailler.»
- Renaud, dans Le petit chat est mort, 1994 :

« T'aurais pas voulu qu'on l'attache
Y t'aurait miaulé : « Mort aux vaches ! ».
Le petit chat est mort.
Il est tombé du toit
C'est comme ça. »

- Alexandre Castagnetti, Clément Marchand, dans Mort aux vaches (2009)[6].
- Yvan Chaval, dessin (1971)[7].

## Symbole visuel

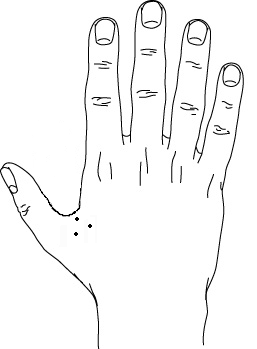
Tatouage du mort aux vaches.

Le symbole ∴, représenté sous forme de tag ou de tatouage (généralement sur la face dorsale du premier espace métacarpien), représente le slogan « Mort aux vaches ».